# Strikt ansvar
Strikt ansvar innebär skadeståndsansvar oberoende av om uppsåt (dolus) eller oaktsamhet (culpa) förelegat. Strikt ansvar regleras i ett fåtal specifika lagar, då detta skiljer sig från huvudregeln enligt vilken uppsåt eller vårdslöshet krävs för att skadeståndsansvar ska kunna utdömas. 
De flesta svenska lagar som reglerar strikt ansvar handlar om ansvarsfrågan i samband med farlig verksamhet. I de flesta fall innebär det att det faktum att en personskada inträffat i samband med den farliga verksamheten räcker för att skadestånd ska kunna utdömas, oavsett om någon fysisk eller juridisk person är vållande till olyckan eller direkt orsakat skadan.  
I svensk lagstiftning finns det flera författningar som reglerar strikt ansvar. Dessa är exempelvis:
- Trafikskadelagen (1975:141)
- Järnvägstrafiklagen (2018:181)
- Ellagen (1997:857)
- Lagen angående ansvarighet för skada i följd av luftfart (1922:382)
- Produktansvarslagen (1992:18)
- Lagen om tillsyn över hundar och katter (2007:1150)

## Trafikskadelagen
Trafikskadeersättning utgår från trafikförsäkringen vid skador i trafik enligt 8 § trafikskadelagen.

## Järnvägstrafiklag
Om en resande skadas till följd av järnvägsdriften medan han uppehåller sig i eller stiger på eller av ett järnvägsfordon, skall järnvägen ersätta skadan.
Järnvägen är fri från ansvarighet enligt första stycket, om skadan har orsakats av omständigheter som inte kan hänföras till själva järnvägsdriften och som järnvägen inte hade kunnat undgå eller förebygga följderna av även om den hade vidtagit alla åtgärder som rimligen hade kunnat krävas av den.

## Ansvarighet för skada i följd av luftfart
För skada, som i följd av luftfartygs begagnande i luftfart tillfogas person eller egendom, som icke befordras med luftfartyget, vare luftfartygets ägare ansvarig, ändå han ej är vållande till skadan.

## Produktansvarslag
Skadestånd enligt lagen betalas för personskada som en produkt har orsakat på grund av en säkerhetsbrist.

## Tillsyn av hund och katt
Strikt ansvar regleras även i lagen om tillsyn av hund eller katt. Skadeståndsanspråk kan riktas mot ägaren av en hund som orsakat en skada, även om inte hundens ägare vållat skadan.